# Дерьмовый фонтан

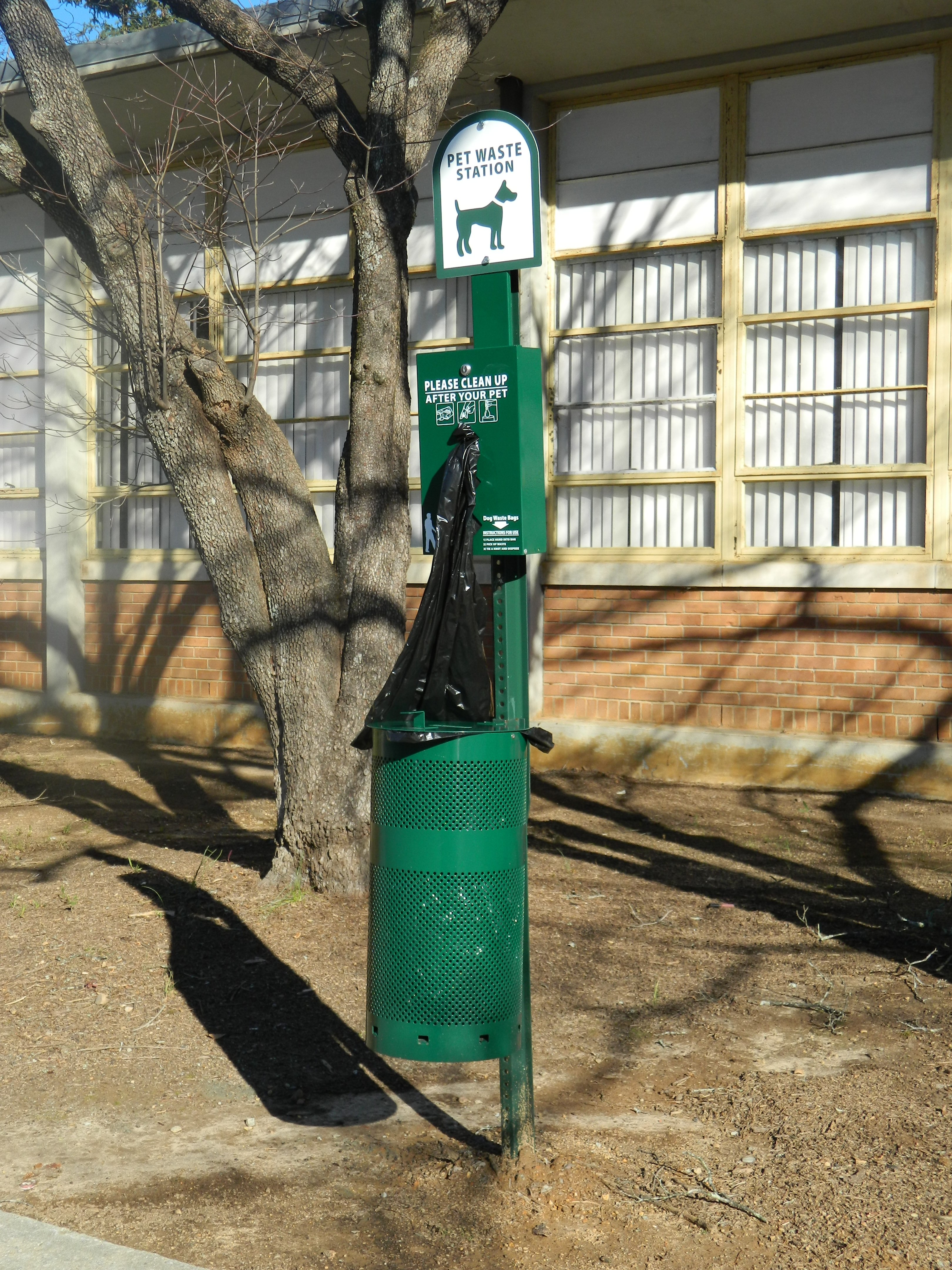
Специальные ведёрки для сбора собачьего помёта

Дерьмовый фонтан (англ. Shit Fountain) — фонтан и скульптура в виде кучи свежего блестящего собачьего помёта из бронзы, шутливо намекающего владельцам собак о необходимости убирать помёт за своими питомцами в специально установленные контейнеры. Это причудливое произведение польского художника Ежи Кенара расположено у входа его дома по адресу: 1001 Норт-Уолкотт-авеню (англ. North Wolcott Avenue) в городе Чикаго, штат Иллинойс, 60622, США. В 2005 году автор добавил, что таким проектом он хочет донести, что нельзя засорять нашу планету.

## Описание
Чикагский художник Ежи Кенар установил на территории своего дома скульптуру как напоминание собаководам, а также их питомцам, которые постоянно топтались и испражнялись перед его домом на газоне с цветами. Фонтан представляет собой бетонный пьедестал высотой в один метр, на котором как классический греческий бюст, установлена бронзовая скульптура в виде свёрнутого в спираль собачьего помёта из которого медленно сочится вода в неглубокий бассейн.
«Я создал фонтан для иронии и юмора, а не борьбы с кем-либо», — сообщил в интервью Ежи Кенар обозревателю Джеку Бессу из Time Out. Работа была представлена Ежи Кенаром на праздновании четвёртого июля в честь Дня независимости, где он провёл презентацию о посвящении мемориального произведения искусства как дань уважения всем чикагским собакам На презентации фонтана были в том числе мэр города Чикаго Ричард Дейли, и преподобный отец Майкл Пфлегер, пастор Церкви святой Сабины.
Хотя это причудливое произведение может показаться отвратительным или с дурным вкусом, тем не менее оно почти не вызвало протеста со стороны сообщества Ист-Виллидж, даже более того, общество стало проявлять интерес к этому фонтану. Фонтан стал местной достопримечательностью на фоне которого любят фотографироваться туристы и местные жители. Технически скульптура находится на частной территории Кенара, поэтому власти города также не обеспокоены её уместностью.